# Distretto di Bang Sai (1404)
Il distretto di Bang Sai (in thailandese: บางไทร) è un distretto (amphoe) della Thailandia, situato nella provincia di Ayutthaya.
Nella stessa provincia vi è un altro distretto che viene indicato con la medesima trascrizione Bang Sai, ma che ha una diversa pronuncia nell'alfabeto thai.